# Remonstrantkirken (Frederiksstad)
Remonstrantkirken i det sydslesvigske Frederiksstad blev oprettet i 1624. Den er den eneste kirke af den remontrantiske konfession uden for Nederlandene. Kirken led stærkt under den tyske bombardement af byen i 1850 og blev på ny genopført i årene 1852-1854. Som hos Mennonitterkirken er kirkerummet meget enkelt og uden nogen form for distraherende udsmykning. Ifølge remonstrantisk og reformeret skik mangler alteret.  

## Eksterne links
- Remonstrantmenighedens hjemmeside (tysk) (nederlandsk/hollandsk)